# Шеляуховский сельсовет
Шеляуховский сельсовет — сельское поселение в Балахнинском районе Нижегородской области Российской Федерации.
Административный центр — деревня Шеляухово.

## История
Статус и границы сельского поселения установлены Законом Нижегородской области от 15 июня 2004 года № 60-З «О наделении муниципальных образований - городов, рабочих поселков и сельсоветов Нижегородской области статусом городского, сельского поселения».

## Население
| 2002 | 2010 | 2012 | 2013 | 2014 | 2015 | 2016 |
| ---- | ---- | ---- | ---- | ---- | ---- | ---- |
| 696  | ↘693 | ↘667 | ↘633 | ↘610 | ↘601 | ↗603 |
| 2017 | 2018 | 2019 | 2020 |      |      |      |
| ↗606 | ↘589 | ↗594 | ↗595 |      |      |      |

## Состав сельского поселения
| № | Населённый пункт | Тип населённого пункта          | Население |
| - | ---------------- | ------------------------------- | --------- |
| 1 | Галкино          | деревня                         | ↗26       |
| 2 | Гумнищи          | деревня                         | ↘134      |
| 3 | Смирино          | деревня                         | ↘219      |
| 4 | Шеляухово        | деревня, административный центр | ↘314      |